# Ordem Real de Santa Isabel
A Ordem Real de Santa Isabel ou Real Ordem de Santa Isabel, também conhecida por Ordem da Rainha Santa Isabel ou Ordem da Rainha Santa, é uma ordem dinástica portuguesa, sob a protecção da Rainha Santa Isabel de Portugal, cujo título de grã-mestra é atualmente usado por Isabel de Herédia, esposa de Duarte Pio de Bragança.

## História
Esta, sob a designação de Ordem das Damas Nobres de Santa Isabel ou Real Ordem das Damas Nobres de Santa Isabel, foi uma ordem honorífica e feminina, exclusivamente destinada a senhoras da nobreza, instituída pela princesa D. Carlota Joaquina de Bourbon, com a autorização do Príncipe Regente D. João de Bragança, seu marido, por decreto de 4 de Novembro de 1801, cujos estatutos foram confirmados pelo alvará de 25 de Abril de 1804.
Sendo uma ordem dinástica e não do Estado, o seu uso continuou após 1910. A rainha D. Augusta Vitória, esposa do rei D. Manuel II, ainda que no exílio, utilizou a insígnia de Grã-Mestra, em simultâneo com a Rainha-Mãe D. Amélia de Orleães.  
Em 1995, Isabel de Herédia, após o seu casamento com Duarte Pio, passou a usar o título de grã-mestra, sendo costume agraciar novas Damas da Ordem na Festa da Rainha Santa Isabel (no dia 4 de julho dos anos pares), em Coimbra.

## Insígnia
A insígnia desta ordem, (com banda de cor-de-rosa com lista branca ao centro) é um medalhão coroado, com a figura de Santa Isabel de Portugal num acto de Caridade, dando esmola a um mendigo, sobrepujando a legenda latina Pauperum Solatio.

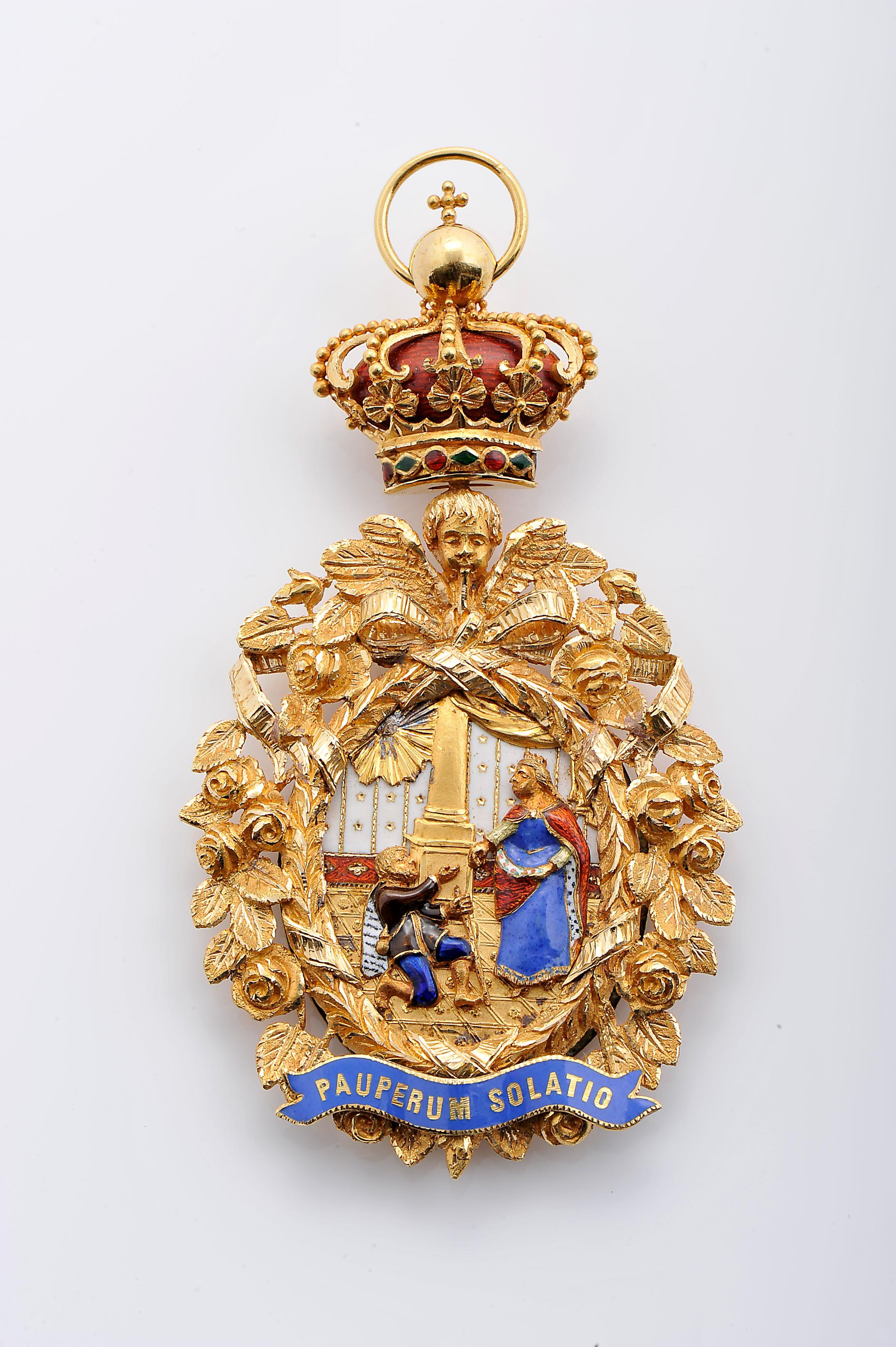
Anverso da ordem dinástica.
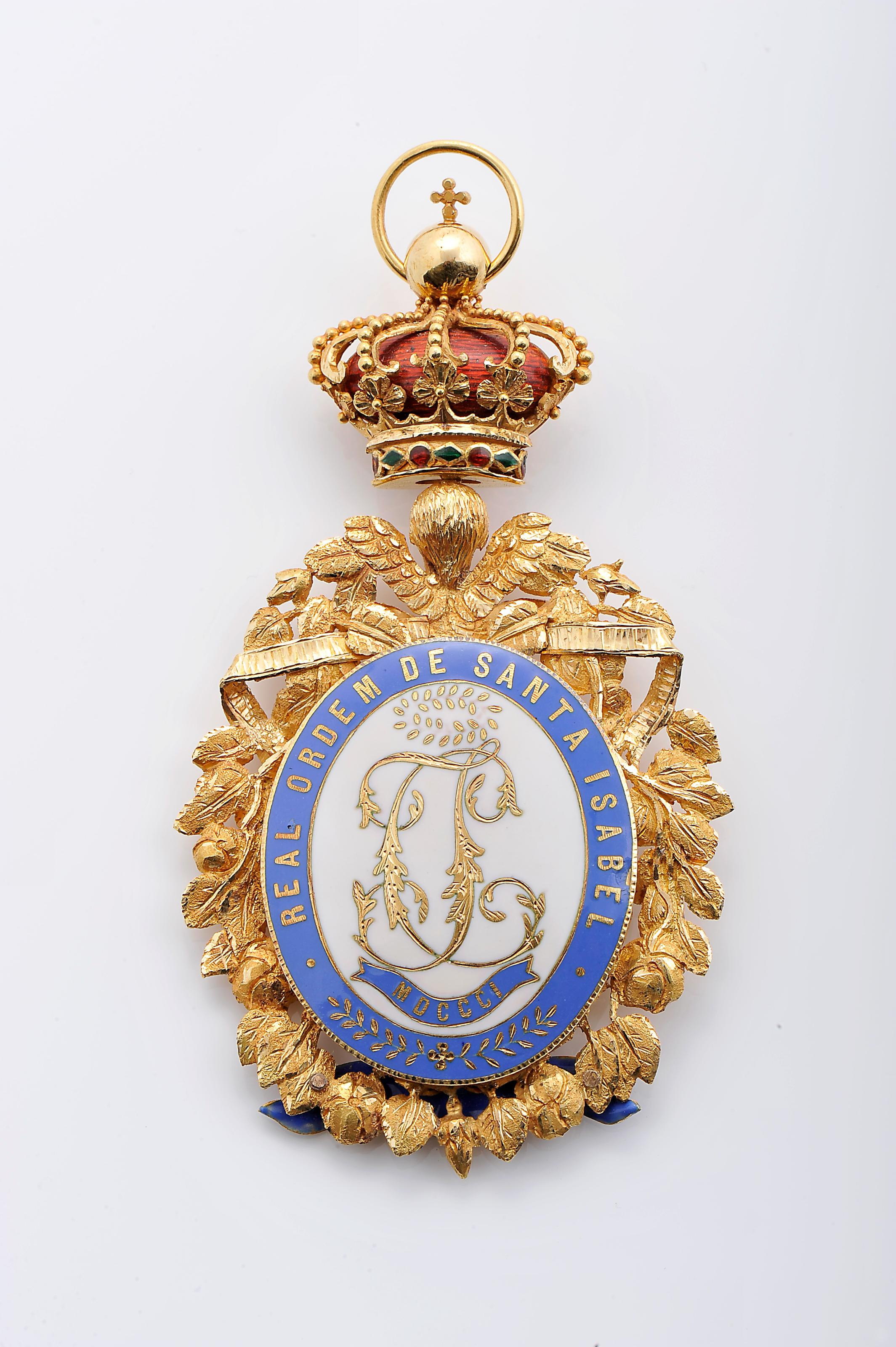
Reverso da ordem dinástica.

## Agraciadas
- 1836:
  - A Rainha Vitória do Reino Unido
- 2002:

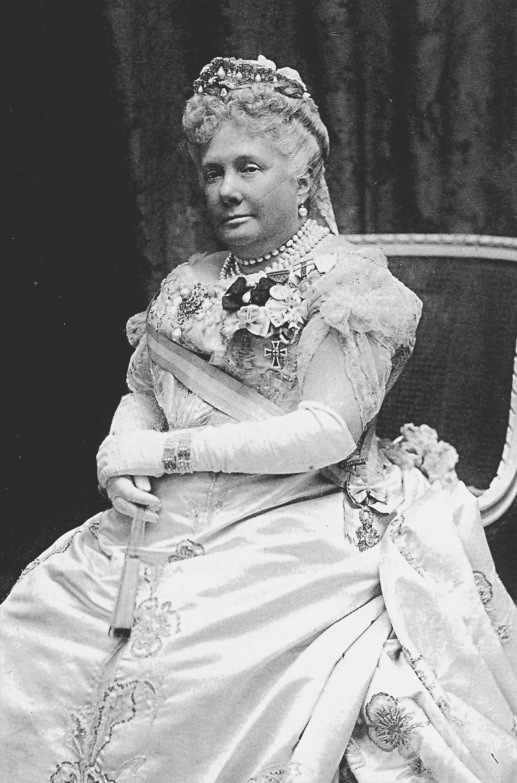
Isabella, Dama Grã-Cruz

  - Maria de Jesus Simões Barroso Soares[6]
- 2012: 
  - A Grã-Duquesa Maria Teresa de Luxemburgo[7]
  - A Princesa Herdeira Margarida da Romênia[7]
  - A Princesa Margarida de Liechtenstein[7]
  - A Princesa Dona Christine do Brasil[7]
  - A Princesa de Ligne[7]
- 2018: 
  - A Infanta Dona Maria Francisca, Duquesa de Coimbra[8]
- 2023: 
  - Real e Venerável Irmandade do Santíssimo Sacramento de Mafra (na imagem de Nossa Senhora da Soledade).[9]
- Maria José Nogueira Pinto
- A Rainha Fabíola da Bélgica
- A Rainha Dona Isabel II de Espanha
- A Rainha Luísa da Bélgica
- A Imperatriz Dona Teresa Cristina do Brasil
- A Princesa Imperial do Brasil
- A Rainha Dona Maria Isabel de Espanha
- A Infanta Dona Isabel, Princesa das Astúrias
- Aura Miguel
- A Infanta Dona Maria da Assunção de Portugal